# Carl Wintzer (Ingenieur)

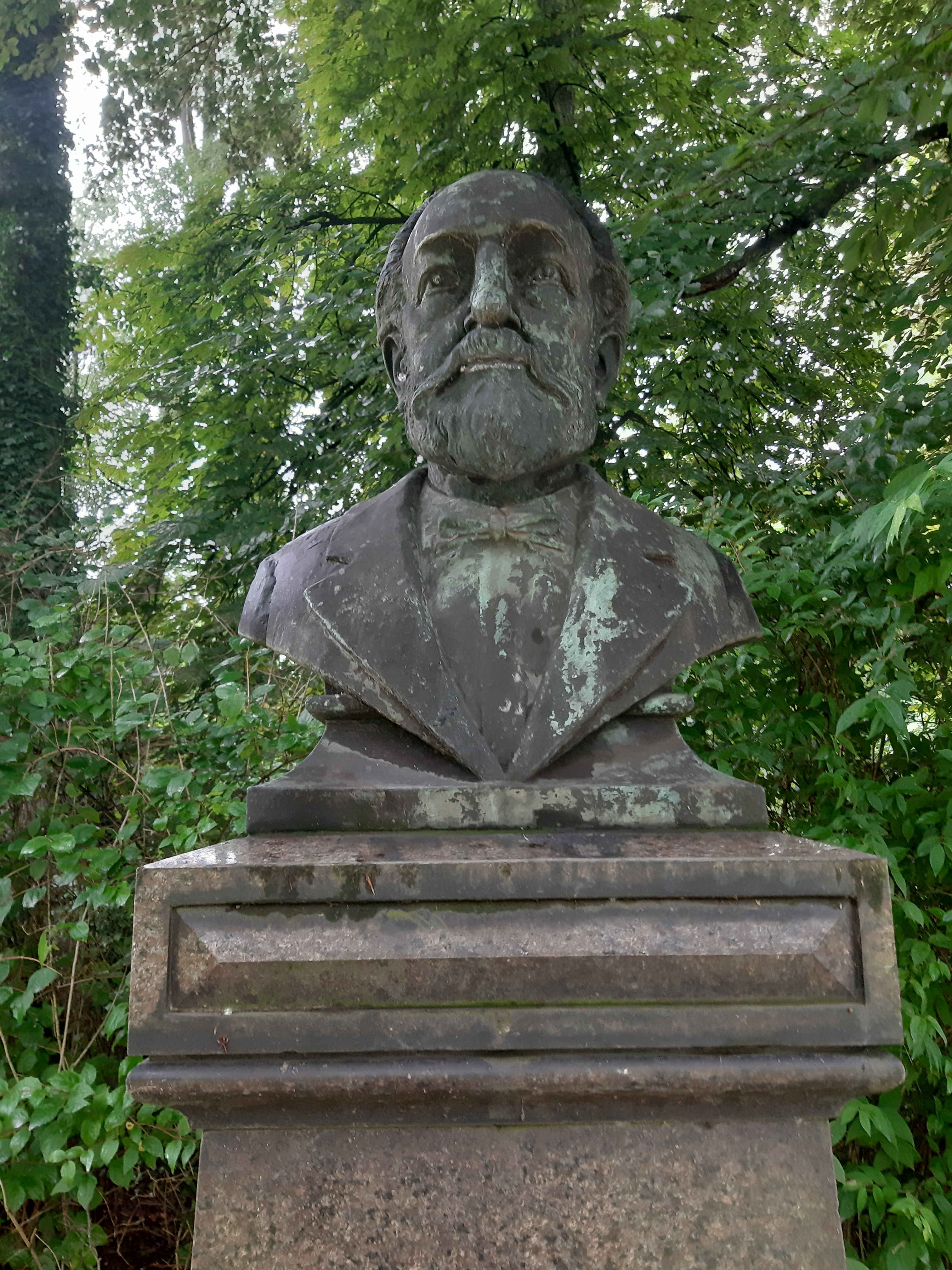
Carl-Wintzer-Denkmal in Georgsmarienhütte

Carl Wintzer (* 1. Januar 1828 in Iserlohn; † 29. Dezember 1881 in Georgsmarienhütte) war ein deutscher Ingenieur. Er war Vorsitzender des Vereins Deutscher Ingenieure (VDI).

## Leben
Wintzer trat dem Verein Deutscher Ingenieure (VDI) während der von ihm mitgetragenen Konstituierung des Aachener Bezirksvereins am 2. November 1856 bei. Er übernahm im Gründungsvorstand die Aufgabe eines stellvertretenden Rendanten. 1868 wurde er zusammen mit Carl Gaertner von der VDI-Hauptversammlung in einen Ausschuss gewählt, der eine Denkschrift zur Patentgesetzgebung erstellen sollte. Dazu gelang es Wintzer, den Syndikus von Osnabrück und späteren Oberbürgermeister von Chemnitz, Wilhelm André, in den Ausschuss einzubinden. In den Jahren 1869 und 1874 war er VDI-Vorsitzender.
Zum Zeitpunkt seines VDI-Beitritts war Wintzer Ingenieur der  Concordia-Hütte in Eschweiler. 1859 begann er seine Tätigkeit beim Georgs-Marien-Bergwerks- und Hüttenverein, dessen langjähriger Generaldirektor er wurde. Wintzer war Schulpatron und kümmerte sich in dieser Funktion um die Errichtung einer Schule, die Einrichtung einer evangelischen Kirchengemeinde und den Bau einer evangelischen Kirche.
Wintzer trug den Titel eines Kommerzienrats. Ihm zu Ehren wurde im Kasinopark in Alt-Georgsmarienhütte ein Denkmal errichtet. 1990 wurde eine Straße, ebenfalls in Alt-Georgsmarienhütte, nach ihm benannt.
Beerdigt wurde Wintzer in Duisburg.